# Rambla de Canicia
La rambla de Canicia fue un cauce natural de agua o rambla situado en la actual ciudad de Alicante (España). Se trataba de un barranco estacional que recogía las aguas de escorrentía del monte Benacantil y su entorno, dirigiéndolas hacia el mar Mediterráneo.

## Geografía
Este barranco discurría en sentido norte-sur a través del área que hoy ocupa la Rambla de Méndez Núñez, una de las principales arterias urbanas del centro de Alicante. Actuaba como drenaje natural de aguas pluviales, especialmente durante lluvias torrenciales, y constituía una separación natural entre la ciudad intramuros y los arrabales.

## Historia
Durante siglos, la rambla de Canicia representó un obstáculo natural y también un elemento de protección. El crecimiento urbano llevó a su progresiva canalización, relleno y posterior urbanización. A mediados del siglo XIX, el cauce fue definitivamente colmatado y convertido en paseo urbano.
Aunque el barranco desapareció como elemento paisajístico visible, el subsuelo de la actual rambla aún conserva parte de su funcionalidad original como colector pluvial. Tras las inundaciones sufridas por la ciudad en 1997, y como parte del plan antirriadas, se construyó un gran colector subterráneo que recupera la antigua función drenante del cauce.